# William Grey Walter
Pour les articles homonymes, voir William Grey (homonymie), Grey et Walter.
William Grey Walter, né le 19 février 1910 à Kansas City (Missouri) et mort le 6 mai 1977 à Clifton, dans la banlieue de Bristol (Royaume-Uni),  est un neurophysiologiste britannique d'origine américaine. Pionnier de la cybernétique, de la neurophysiologie clinique et de la robotique, il est notamment connu pour avoir inventé des « robots tortues » capables de simuler un comportement autonome, les tortues de Bristol.

## Biographie
Cinq ans après sa naissance dans le Kansas, ses parents déménagent en Grande-Bretagne. Après une scolarité effectuée à Westminster School il entre, en 1931 au King’s College de Cambridge. Ayant échoué à un concours pour l'obtention d'une bourse pour poursuivre ses études à Cambridge, il se tourne vers la recherche appliquée dans les hôpitaux de Londres de 1935 à 1939 avant d'entrer à l'Institut neurologique Burden de Bristol sous la direction de Frederick Golla (1877-1968) où il restera jusqu'à sa retraite en 1970. Il a aussi fait des recherches aux États-Unis, en Union soviétique et d'autres pays d’Europe. Jeune homme, il a été très influencé par les travaux du physiologiste russe Ivan Pavlov. Son épouse, Viviane Deovey Walter, fut son assistante et participa largement à ses recherches.
Dans le domaine de l'électrophysiologie, Walter est un pionnier de l'électroencéphalogramme (EEG) : il a découvert notamment les ondes lentes « thêta » et « delta » associées au sommeil. Il a aussi développé la première machine d'amplification de la topographie cérébrale. Pendant la Seconde Guerre mondiale, il travaille sur un principe de missile guidé et sur la mise au point du radar.
À la fin des années 1940, Grey Walter mène des recherches sur des dispositifs automobiles et autonomes à la Burden Neurological Institute, ces recherches doivent être regardées comme une partie de sa quête d'un modèle du fonctionnement cérébral, d'une forme d’intelligence artificielle ou de cerveau électronique, travaux qu'il faut relier aux principes de l'homéostasie. Il étudie d'abord le fondement des actes réflexes simples. Ensuite, il souhaite valider sa théorie des comportements complexes provenant des connexions nerveuses. Dans le cadre expérimental, il construit deux dispositifs qu'il appelle des « tortues » et les nomme « Elsie » et « Elmer » (voir les tortues de Bristol) capables d'un comportement autonome en se déplaçant par réaction à des sollicitations lumineuses et sonores tout étant dotées d'un système d'identification de la lumière avec le son reproduisant le réflexe conditionné. Jusque-là, ce comportement adaptatif était réservé aux seuls êtres vivants : il s'agit donc ici d'une véritable première. En le transposant dans le monde des machines, Grey Walter inspire et influence le départ et le développement de la cybernétique et de ses applications en robotique. Ses « tortues » ont connu diverses variantes dans le monde, dont le renard électronique (collection de l'Institut des arts et métiers de Paris) élaboré par Albert Ducrocq ou celles que l'on voit dans le film de Jean-Marie Piquint intitulé La Cybernétique.
Ces machines sont de véritables précurseurs des automates industriels et des armes dites intelligentes. Une des tortues a été restaurée en 1995 et se trouve dans la collection du Smithsonian Institution à Washington. 
Dans les années 1960, Walter a continué ses travaux en neurophysiologie, et il est l'un des premiers à définir ce que l'on appellera le potentiel évoqué (1964).
Marié deux fois, il a été père de deux garçons du premier mariage et d’un troisième du second mariage. 
En 1970, il est victime d’un grave accident d’automobile des suites duquel il décède 7 ans plus tard.

## Ouvrages
- Walter, W. Grey, The Living Brain, W. W. Norton, New York, 1963.
- Walter, W. Grey, An Imitation of Life, Scientific American, mai 1950, p. 42-45.
- Walter, W. Grey, A Machine that Learns, Scientific American, août 1951, p. 60-63.